# 広州大学城体育中心
広州大学城体育中心(こうしゅうだいがくじょうたいいくちゅうしん、簡体字中国語: 广州大学城体育中心、英: Guangzhou University City Sports Centre)は、中華人民共和国の広州市にある多目的スタジアムである。

## 概要
中山大学など複数の大学が集まる広州大学城地区にある。収容人数は50,000人、総敷地面積は9.7万平方メートル。広州市においては、天河体育中心体育場、広東オリンピックスタジアムに次ぐ三番目に大きいスタジアムである。主にサッカーの試合に用いられ、サッカー中国代表がホームスタジアムとして使用する他、中国FAカップなどにおいても会場の1つとして使用されることがある。
2010年には、広州アジア大会において、サッカー競技やラグビー競技の会場となった。また、2014 FIFAワールドカップ・アジア3次予選において、サッカー中国代表がヨルダン代表とのホームゲームをこのスタジアムで開催している。また、2012年2月25日には8年ぶりに開催された中国スーパーカップの会場となり、広州恒大が天津泰達を破って優勝を果たしている。

## 交通アクセス
広州地下鉄4号線の大学城北駅より徒歩すぐ。